# Kollagen-Typ 19α1
Kollagen Typ XIX, alpha 1 ist ein fibrillenassoziiertes Kollagen, das vom Gen COL19A1 codiert wird. Es bildet Homotrimere, die wiederum Kollagenfibrillen vom Typ XIX formen.

## Eigenschaften
Basierend auf seiner Primärstruktur wird vermutet, dass Kollagen Typ XIX, alpha 1 als Querbrücke zwischen Fibrillen und anderen extrazellulären Matrixmolekülen agiert. Es befindet sich meistens in der vaskulären, neuronalen, mesenchymalen und in der epithelialen Basalmembran. Außerdem stellt Kollagen XIX ein Bestimmungsfaktor für die Funktion des Schließmuskels dar und agiert als extrinsischer Faktor für die skelettäre Myogenese in der Speiseröhre der Hausmaus. Die NC2-Domäne ist zuständig für die Kettenauswahl und deren Trimerisierung.